# Pelago
Pelago is een gemeente in de Italiaanse provincie Florence (regio Toscane) en telt 7396 inwoners (31-12-2004). De oppervlakte bedraagt 54,8 km², de bevolkingsdichtheid is 135 inwoners per km².
De volgende frazioni maken deel uit van de gemeente: Borselli, Carbonile, Consuma, Diacceto, Fontisterni, Magnale, Massolina, Nipozzano, Pagiano, Palaie, Paterno, Raggioli, San Francesco-Albereta, Sant'Ellero en Stentatoio.

## Demografie
Pelago telt ongeveer 2942 huishoudens. Het aantal inwoners steeg in de periode 1991-2001 met 0,7% volgens cijfers uit de tienjaarlijkse volkstellingen van ISTAT.
| Jaar | Inwoneraantal |
| ---- | ------------- |
| 1991 | 7218          |
| 2001 | 7270          |

## Geografie
De gemeente ligt op ongeveer 309 m boven zeeniveau.
Pelago grenst aan de volgende gemeenten: Montemignaio (AR), Pontassieve, Pratovecchio Stia (AR), Reggello, Rignano sull'Arno, Rufina.